# Eparquia de Bijnor
A  Eparquia de Bijnor (Latim:Eparchia Biinorensis) é uma eparquia pertencente a Igreja Católica Siro-Malabar com rito Siro-Malabar. Está localizada na cidade de Bijnor, no estado de Utar Pradexe, pertencente a Arquidiocese de Agra na Índia.Foi fundada em 1972 pelo Papa Paulo VI. Inicialmente foi fundada como sendo exarcado apostólico, sendo elevado a eparquia em 1977. Em 2018, esta área tinha 36 paróquias, com uma população católica de 4.305 habitantes (0,0% do total de habitantes). 

## História
Em 23 de março de 1972 o Papa Paulo VI cria o Exarcado Apostólico de Bijnor a partir da Diocese de Meerut. Em 1977 o exarco é elevado a eparquia. Desde sua fundação em 1972 pertence a Igreja Católica Siro-Malabar, com rito Siro-Malabar.

## Lista de eparcas
A seguir uma lista de bispos desde a criação do exarcado apostólico em 1972, em 1977 é elevado a eparquia.
|                             | Nome                     | Período           | Notas                         |
| Eparcas de Bijnor           | Eparcas de Bijnor        | Eparcas de Bijnor | Eparcas de Bijnor             |
| --------------------------- | ------------------------ | ----------------- | ----------------------------- |
| 3º                          | Vincent Nellaiparambil   | 2019 - atual      |                               |
| 2º                          | John Vadakell, C.M.I.    | 2009 - 2019       |                               |
| 1º                          | Gratian Mundadan, C.M.I. | 1977 - 2009       |                               |
| Exarca apostólico de Bijnor |                          |                   |                               |
| 1º                          | Gratian Mundadan, C.M.I. | 1972 - 1977       | Nomeado eparca dessa eparquia |